# Age of Sail
Age of Sail (tạm dịch: Thời Đại Của Tàu Thuyền) là trò chơi máy tính về thủy chiến thuộc thể loại chiến thuật thời gian thực do hãng TalonSoft đồng phát triển và phát hành vào ngày 30 tháng 11 năm 1996. Game lấy mốc thời gian vào những năm 1775 – 1820. Người chơi sẽ điều khiển các bộ phận và hải đoàn trên chiến hạm của các quốc gia Châu Âu để tham gia vào những trận đấu đại bác tay đôi kinh điển vào thế kỷ 18 với khoảng 100 màn chơi kịch bản dựa theo những trận thủy chiến nổi tiếng trong lịch sử như trận Trafalgar và trận Camperdown. Đồng thời game còn cung cấp cho người chơi công cụ tạo màn cùng hơn 2.000 tàu chiến có thực trong lịch sử.

## Lối chơi
Trò chơi đề cập đến các chiến dịch hải quân trong Chiến tranh Cách mạng Pháp, Chiến tranh Napoléon và các cuộc xung đột nhỏ khác trong giai đoạn từ năm 1775 đến năm 1820. Ngoài phần chơi chiến dịch chính, game còn có hơn 100 màn chơi theo kịch bản độc lập dựa trên những trận hải chiến quan trọng bao gồm các trận Trafalgar và Camperdown. Game còn bao gồm công cụ tạo màn chơi theo kịch bản với hơn 2.000 tàu buồm chính xác về mặt lịch sử cho phép người dùng mở rộng diễn biến trong game.

## Phát triển
TalonSoft cho công bố Age of Sail vào ngày 12 tháng 7 năm 1996. Ban đầu định lên kế hoạch phát hành vào mùa thu năm 1996.

## Đón nhận
Trò chơi đã nhận được điểm số trung bình từ Computer Games Strategy Plus và Computer Gaming World. Robert Mayer của nhà phát hành game trước đây từng viết, "Nó sẽ hấp dẫn rất nhiều đối với những người hâm mộ chiến tranh hải quân, nhưng đối với những game thủ không được truyền cảm hứng bởi những câu chuyện về Trafalgar và St. Vincent, nó có thể hơi quá khắc khổ." Ngược lại, game nhận được lời đánh giá tích cực từ William R. Trotter của PC Gamer US đã gọi đây là một "trò giải trí đẹp mắt, mượt mà về một kỷ nguyên hấp dẫn."